# Aleia Hobbs
Aleia Hobbs (ur. 24 lutego 1996) – amerykańska lekkoatletka specjalizująca się w biegach sprinterskich.
Dwukrotna medalistka mistrzostw panamerykańskich juniorów w 2015.
W 2021 biegła w eliminacjach sztafety 4 × 100 metrów podczas igrzysk olimpijskich w Tokio, awansując do finału. Nie znalazła się jednak w składzie na bieg finałowy, a jej koleżanki z reprezentacji wywalczyły srebro. Rok później zdobyła złoty medal za bieg w eliminacjach sztafety podczas mistrzostw świata w Eugene. Indywidualnie zajęła wówczas szóste miejsce na dystansie 100 metrów.
Medalistka mistrzostw USA.

## Osiągnięcia
| Rok  | Impreza                              | Miejsce  | Konkurencja             | Lokata     | Wynik         |
| ---- | ------------------------------------ | -------- | ----------------------- | ---------- | ------------- |
| 2015 | Mistrzostwa panamerykańskie juniorów | Edmonton | bieg na 100 metrów      | 2. miejsce | 11,50         |
| 2015 | Mistrzostwa panamerykańskie juniorów | Edmonton | sztafeta 4 × 100 metrów | 1. miejsce | 43,79         |
| 2021 | Igrzyska olimpijskie                 | Tokio    | sztafeta 4 × 100 metrów | 2. miejsce | 41,45 (elim.) |
| 2022 | Mistrzostwa świata                   | Eugene   | bieg na 100 metrów      | 6. miejsce | 10,92         |
| 2022 | Mistrzostwa świata                   | Eugene   | sztafeta 4 × 100 metrów | 1. miejsce | 41,14 (elim.) |

## Rekordy życiowe
- Bieg na 60 metrów (hala) – 6,94 (2023) rekord Ameryki Północnej, 2. wynik w historii światowej lekkoatletyki
- Bieg na 100 metrów – 10,81 (2022) / 10,72w (2022)
- Bieg na 200 metrów – 22,93 (2018)